# Undeloh
Undeloh is een gemeente in de Duitse deelstaat Nedersaksen. De gemeente maakt deel uit van de Samtgemeinde Hanstedt in het Landkreis Harburg. Undeloh telt 1.039 inwoners.
Tot Undeloh behoort het circa 5 km ten noordwesten van Undeloh zelf gelegen dorp Wesel, alsmede de boerderijen met eigen plaatsnaam Heimbuch, Meningen, Thonhof en Wehlen.
De naam Undeloh is Oud-Germaans en betekent bronbos. Plaatselijke historici schrijven de naam toe aan de stam der Longobarden, die in deze streek in de 3e of 4e eeuw gewoond heeft.
Undeloh bestaat nagenoeg geheel van het toerisme. Het ligt op de Lüneburger Heide, direct ten noorden van de eveneens toeristische plaatsen Bispingen en Schneverdingen.
Via Wesel kan men 11 km rijdend in noordwestelijke richting het dichtstbijzijnde spoorwegstation bereiken. Dit staat te Handeloh aan de Heidebahn van Buchholz in der Nordheide naar Hannover Hauptbahnhof. Een goede busverbinding bestaat met buurgemeente Egestorf. Voor toeristenvervoer rijden 's zomers extra bussen met de naam Heide-Shuttle.
Te Undeloh staan verscheidene schilderachtige, oude boerderijen met rieten dak, en het dorp heeft ook een oud kerkje met een vrijstaande klokkentoren, de evangelisch-lutherse Sint-Magdalenakerk. Er zijn in Undeloh veel horecabedrijven, en enkele ondernemingen, die toeristische ritten per koets organiseren. Ook is het dorp gelegen aan talrijke wandelroutes, ook voor meerdaagse tochten.
Bij Undeloh ligt ook een 10 km lange bijzondere wandelroute, de Naturistenweg Undeloh, waar men naakt mag wandelen; doorgaans draagt men er wel schoeisel. De route is met gele letters N gemarkeerd, en begint en eindigt, evenals enige routes voor aangeklede wandelaars, op het met Wanderparkplatz aangeduide parkeerterrein.

## Afbeeldingen

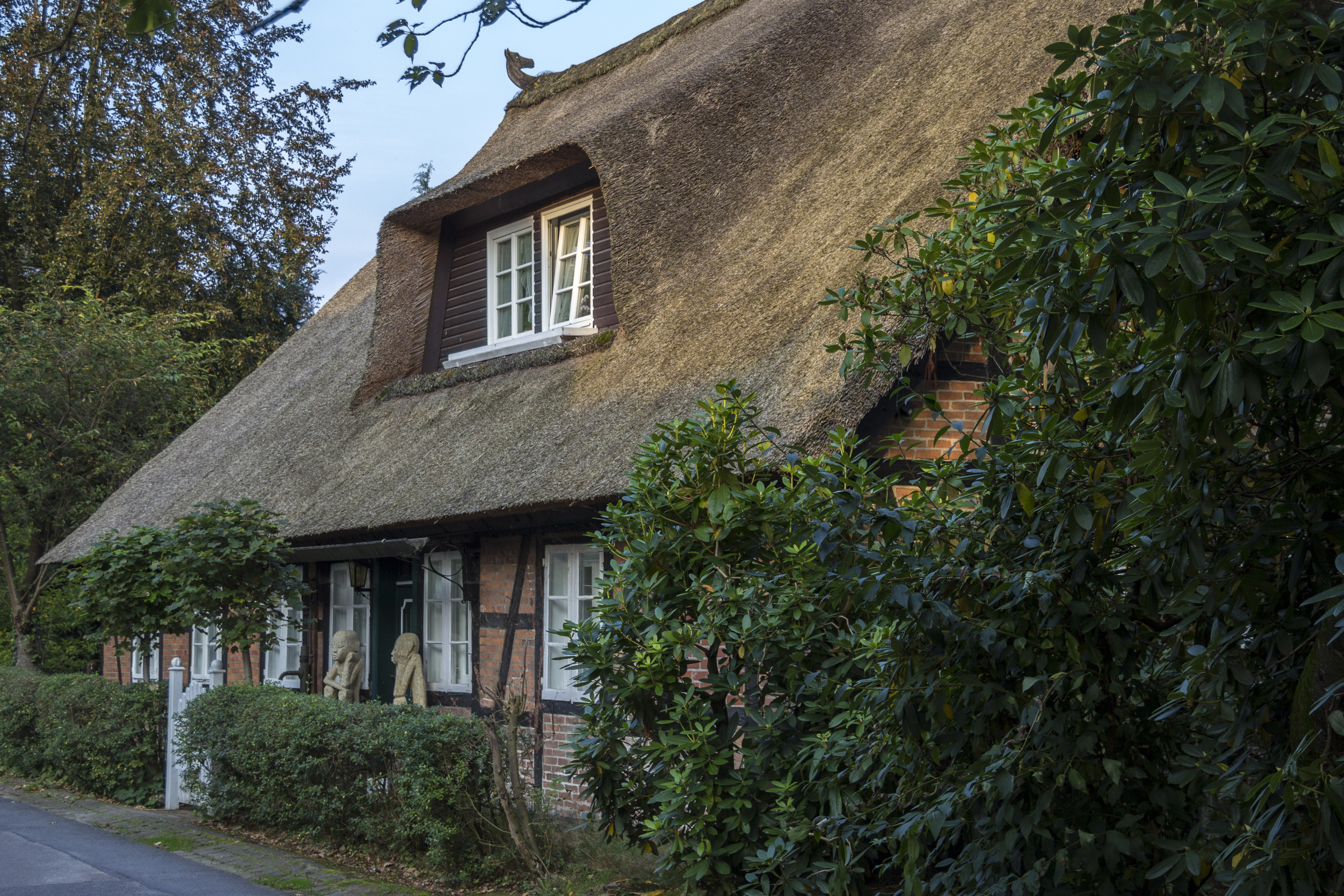
Vakwerkhuis met rieten dak
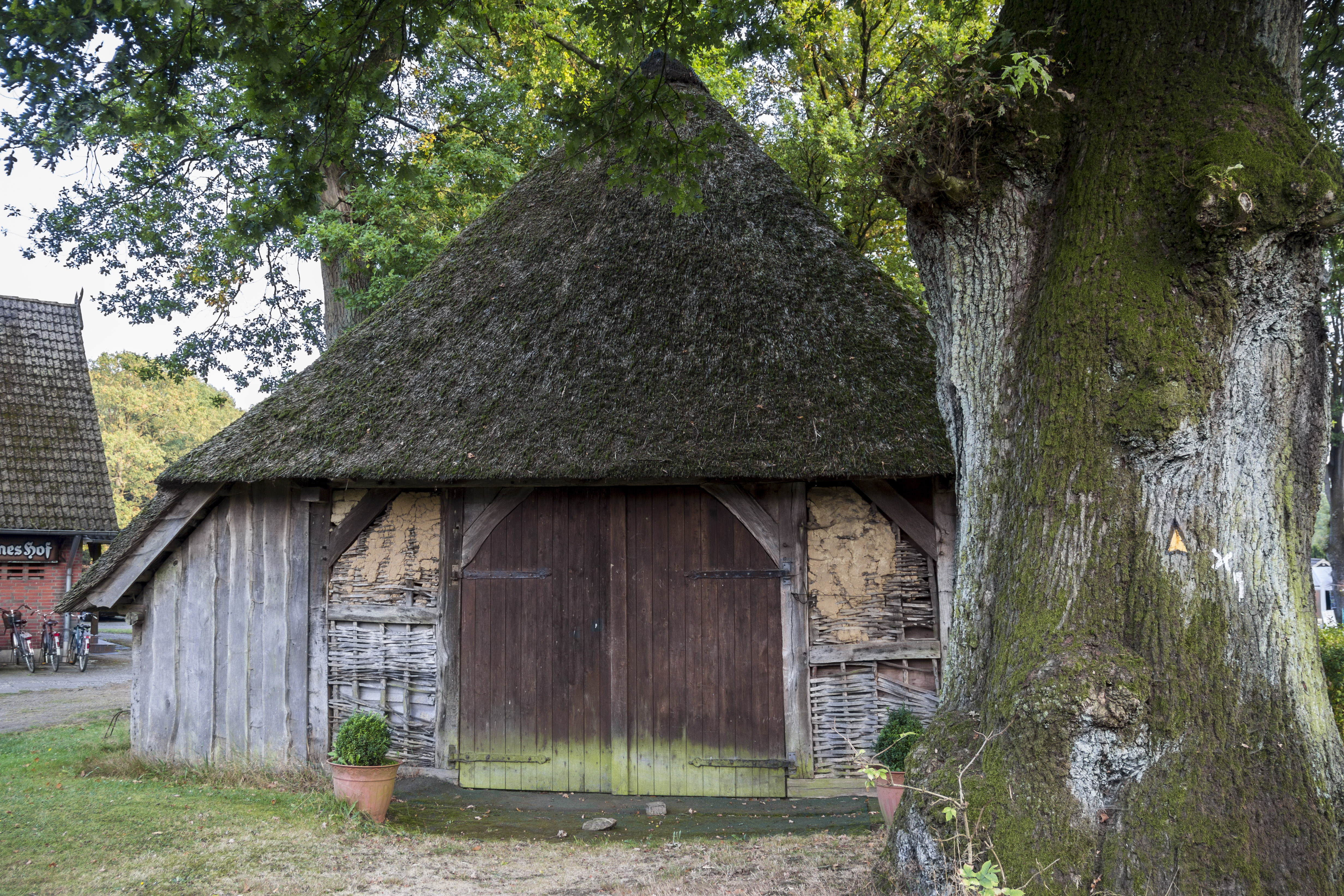
Traditionele boerenschuur
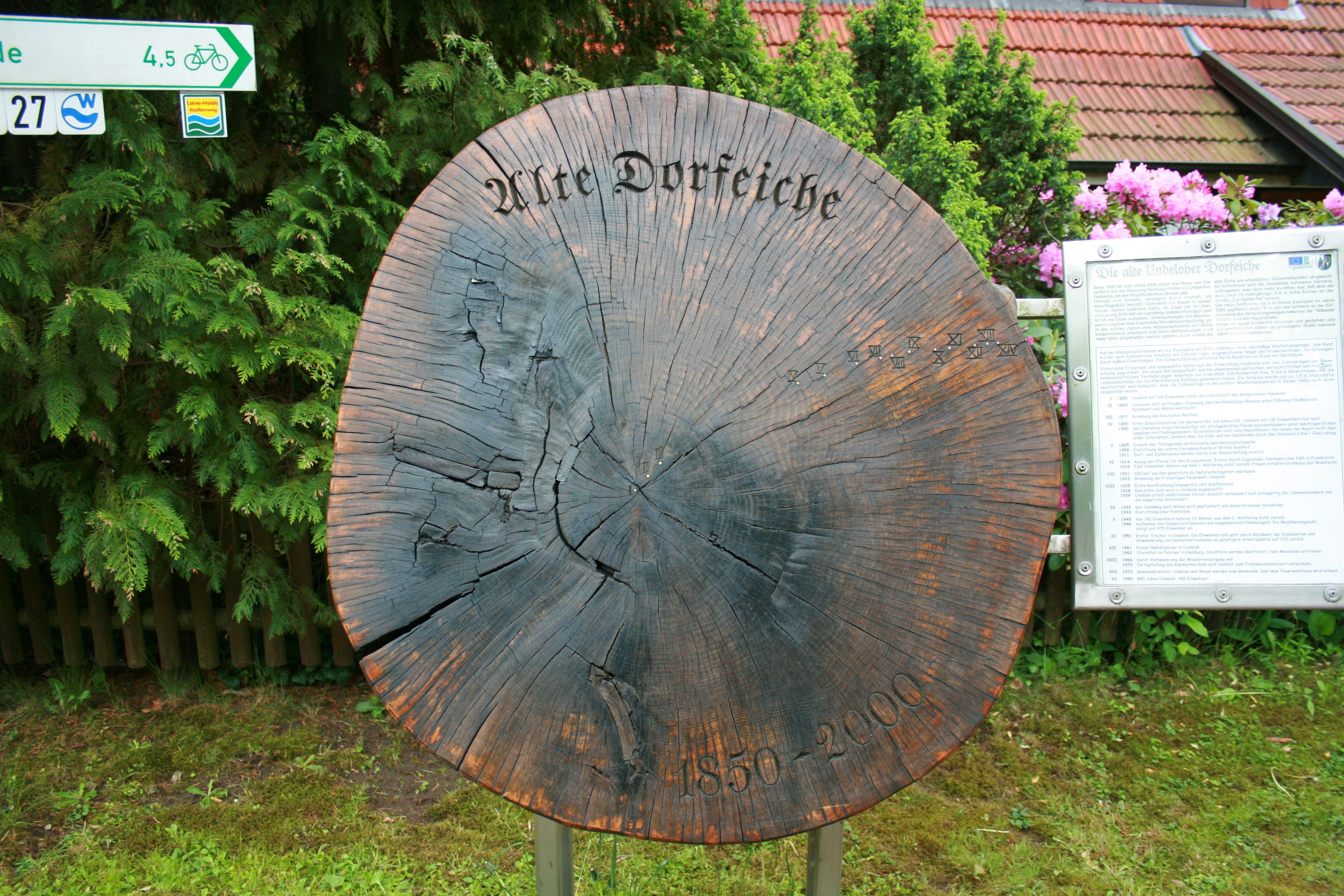
Dorpseik
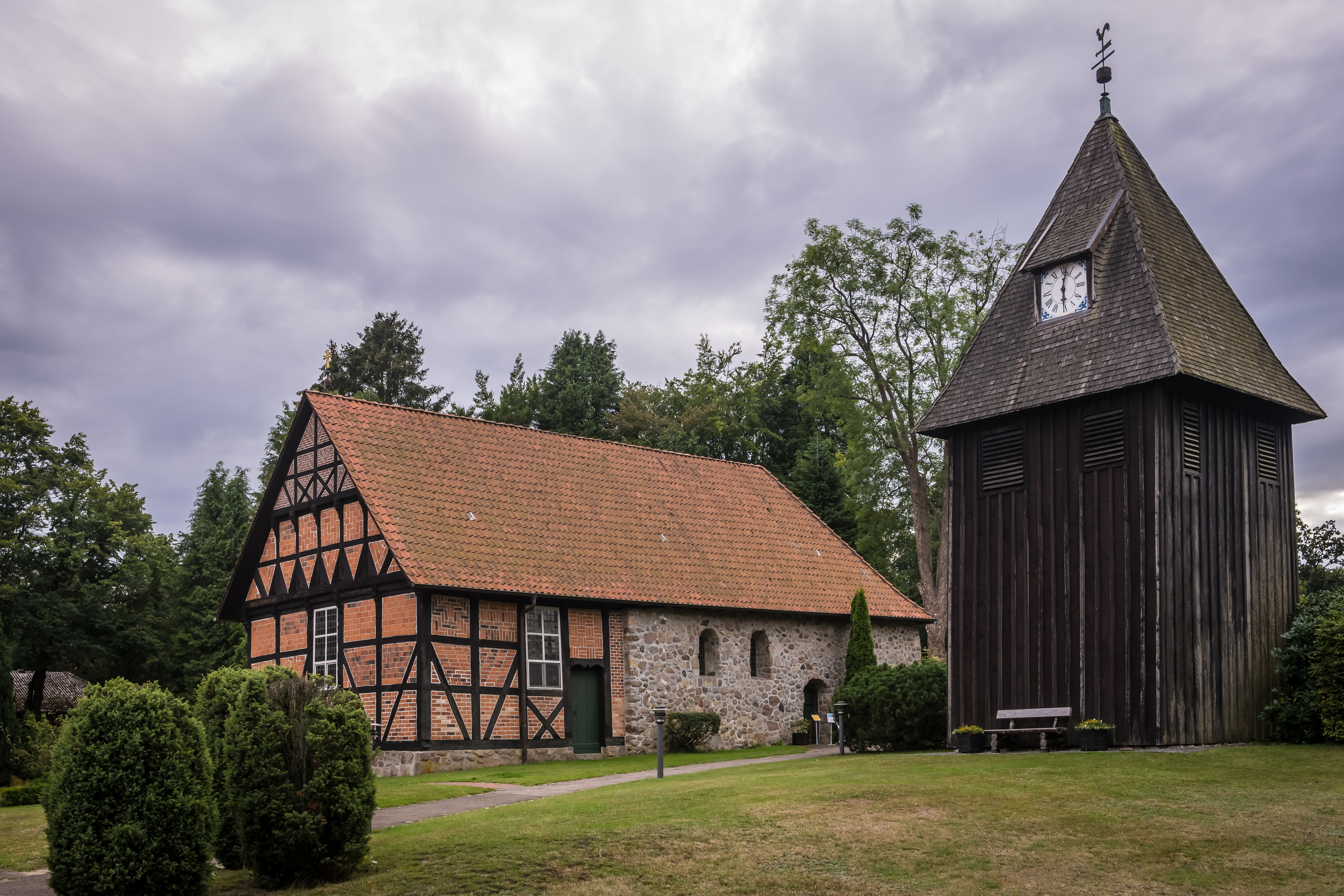
Heidekerk St. Magdalena
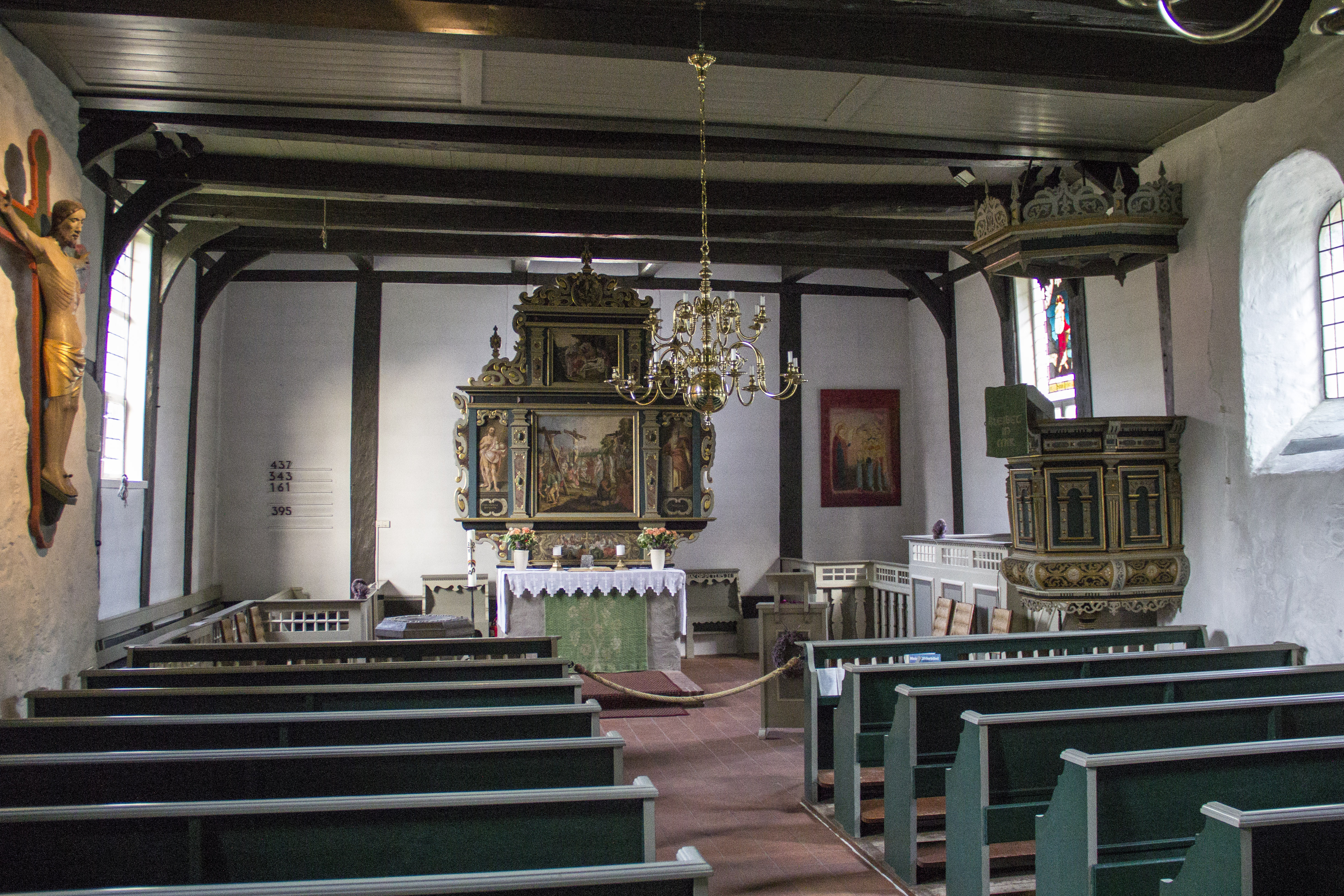
Interieur St. Magdalenakerk
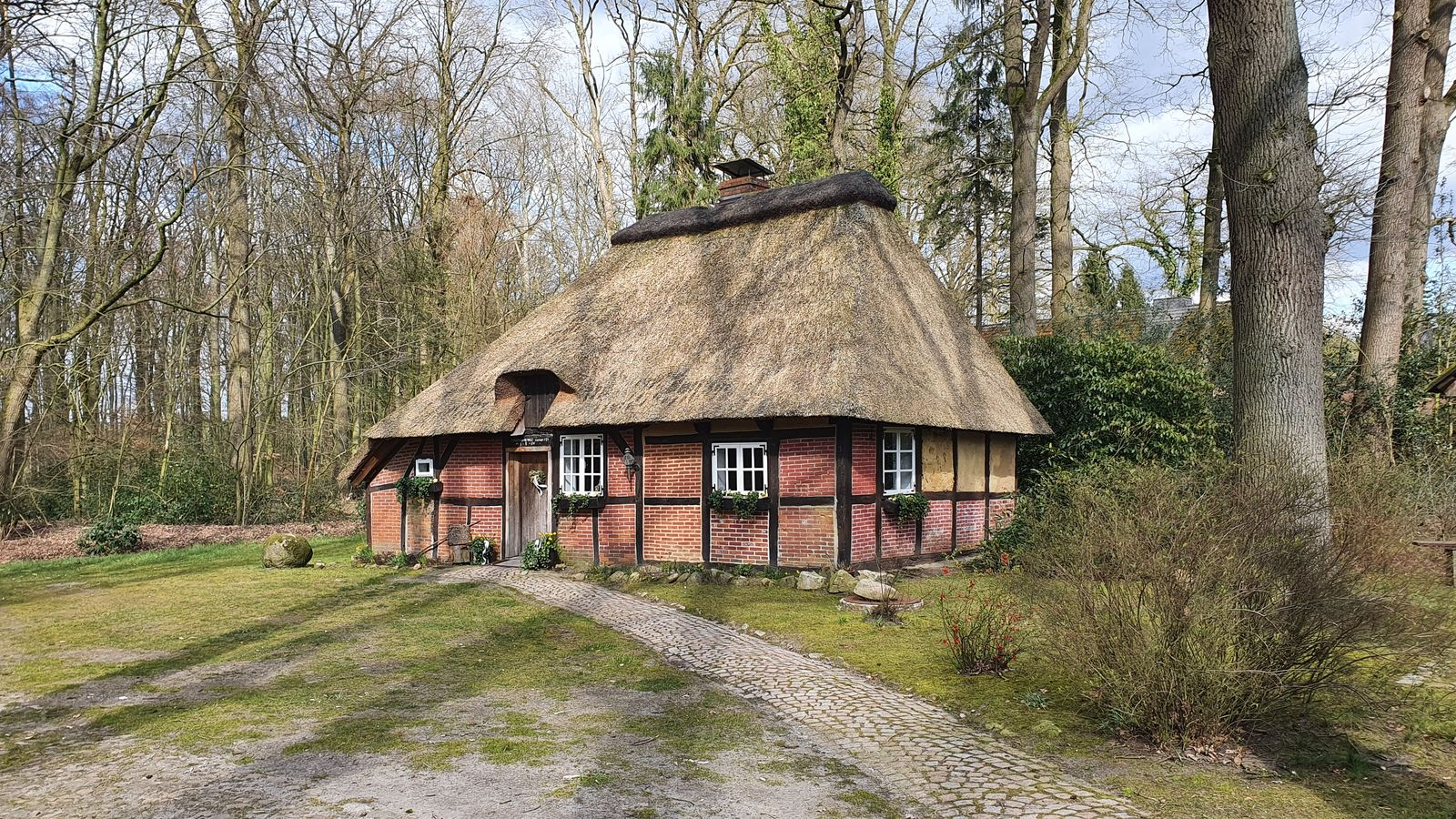
Weseler Heksenhuis
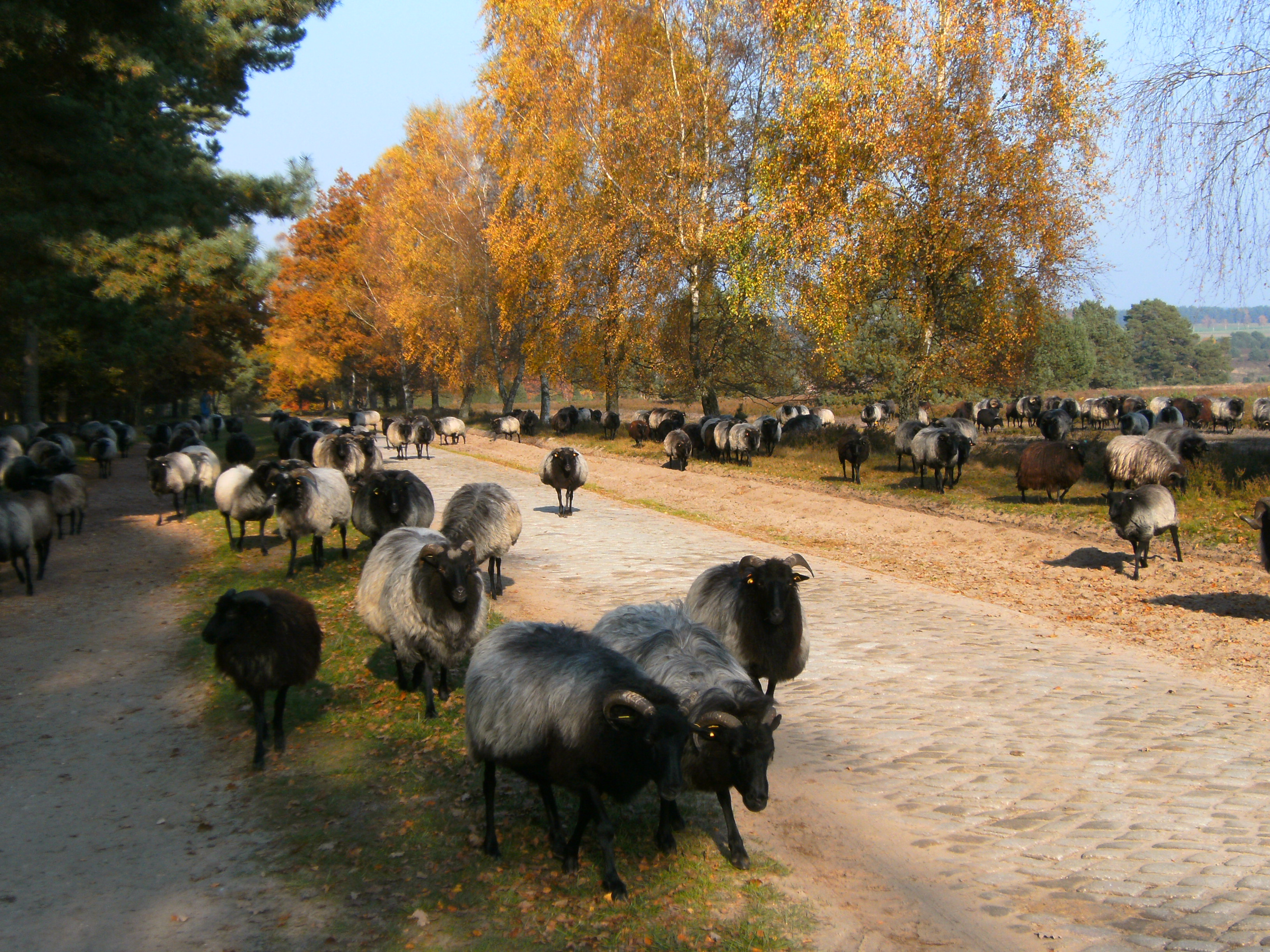
Kudde schapen (Heidschnucken) op een zandweg nabij Undeloh
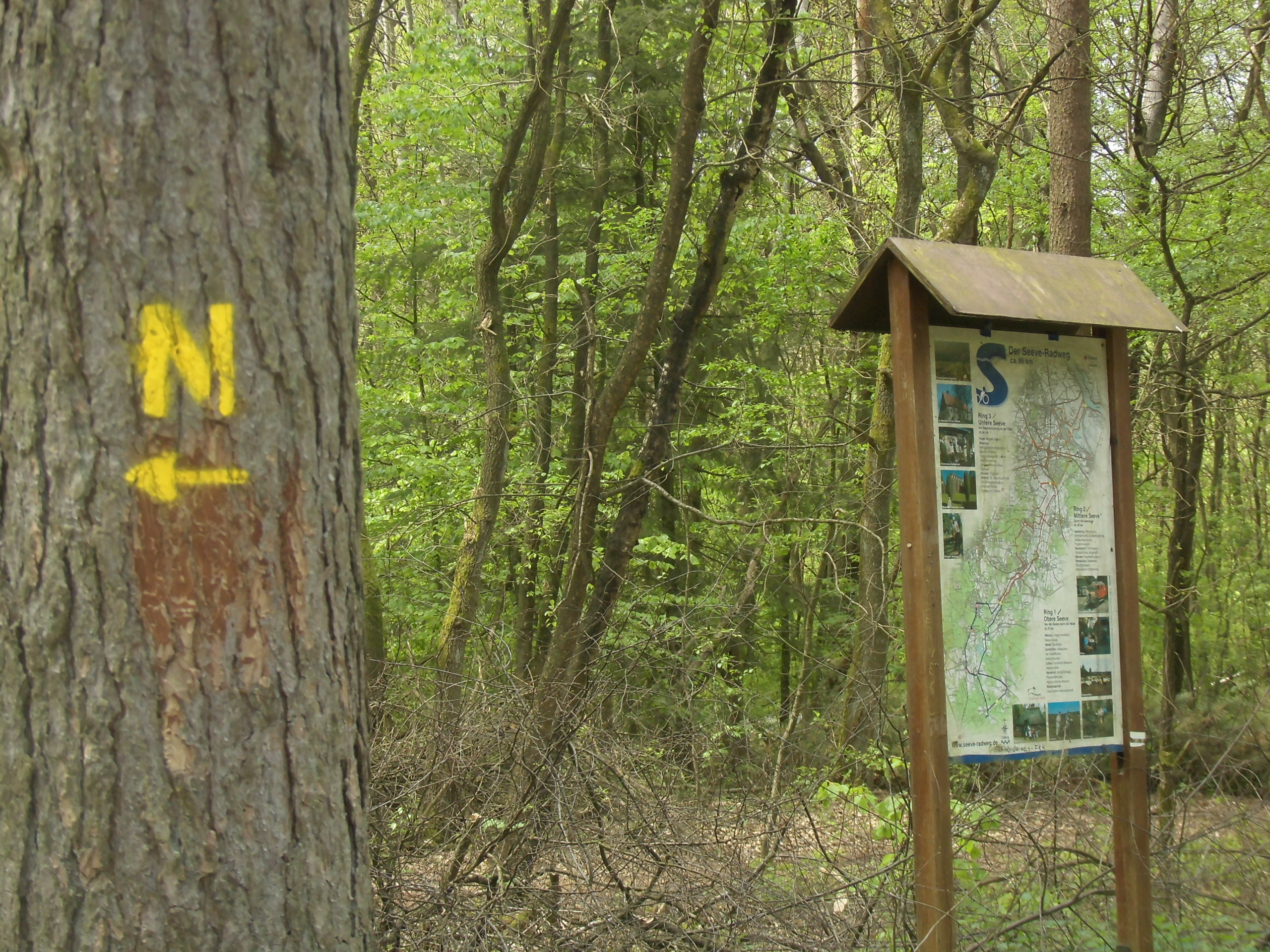
Informatiepaneel Wanderparkplatz

- Gemeinsame Normdatei: 4404601-7
- Virtual International Authority File: 238753996

Appel · 
Asendorf · 
Bendestorf · 
Brackel · 
Buchholz in der Nordheide · 
Dohren · 
Drage · 
Drestedt · 
Egestorf · 
Eyendorf · 
Garlstorf · 
Garstedt · 
Gödenstorf · 
Halvesbostel · 
Handeloh · 
Hanstedt · 
Harmstorf · 
Heidenau · 
Hollenstedt · 
Jesteburg · 
Kakenstorf · 
Königsmoor · 
Marschacht · 
Marxen · 
Moisburg · 
Neu Wulmstorf · 
Otter · 
Regesbostel · 
Rosengarten · 
Salzhausen · 
Seevetal · 
Stelle · 
Tespe · 
Toppenstedt · 
Tostedt · 
Undeloh · 
Vierhöfen · 
Welle · 
Wenzendorf · 
Winsen (Luhe) · 
Wistedt · 
Wulfsen